# Nekrolog
En nekrolog (af græsk: νεκρός, nekrós, "død" + λόγος, lógos, "ord, tale, skrift") er mindeord over en nylig – ofte kendt – afdød, som bringes i aviser eller andre journalistiske medier. 
I nekrologen omtaler en journalist afdødes liv og levned med hovedvægten på arbejde og indflydelse. Også frivilligt arbejde i sportsklubber og lignende kan omtales. Endelig kan venner og bekendte også skrive nekrologer. 
Intet ondt om de døde. Derfor omtaler nekrologer ofte kun de gode ting, som afdøde var ansvarlig eller kendt for. Ugunstige forhold omtales ofte ikke eller bagatelliseres bevidst. Undtagelsen er diktatorer og andre, som er herostratiskt berømte, altså kendt for noget negativt.
De fleste aviser har nekrologer liggende klar, så de hurtigt kan trykkes efter dødsfaldet. Alfred Nobels nekrolog blev efter sigende trykt før hans død, og da han så, hvilket eftermæle han havde fået, besluttede han at indstifte Nobelprisen.
Mark Twain så sin nekrolog og telegraferede: Rygterne om min død er stærkt overdrevne.
En nekrolog bringer sjældent oplysninger om ægtefælle og børn. Disse oplysninger fremgår af dødsannoncer, der som navnet antyder optages mod betaling og således ikke undergår journalistisk bearbejdning. 
Mindeord af venner af afdøde undergår heller ikke journalistisk bearbejdning og bringes gratis i de førende aviser, der dermed sikrer sig et mere fuldtonet billede af den døde.